# موریبا جاه
موریبا جاه (انگلیسی: Moriba Jah؛ زادهٔ ۲۳ مارس ۱۹۷۱) دانشمند در زمینه اخترپویاشناسی، سامانه ماهواره‌ای ناوبری جهانی، و مهندسی هوافضا اهل American است.